# Lasiancistrus schomburgkii
Lasiancistrus schomburgkii — вид панцирних сомів, що походить із Бразилії, Колумбії, Еквадору, Гаяни та Перу. Цей вид виростає до 14,4 сантиметра (5,7 дюйм) стандартної довжини.

## Подальше читання
- Regan, C. Tate (1904). A Monograph of the Fishes of the Family Loricariidae. The Transactions of the Zoological Society of London. 17 (3): 233—234. doi:10.1111/j.1096-3642.1904.tb00040.x.
- Kindle, Edward M. (1894). The South American Cat-Fishes Belonging to Cornell University. Annals of the New York Academy of Sciences. 8 (1): 254. doi:10.1111/j.1749-6632.1894.tb55423.x.